# Котильйон

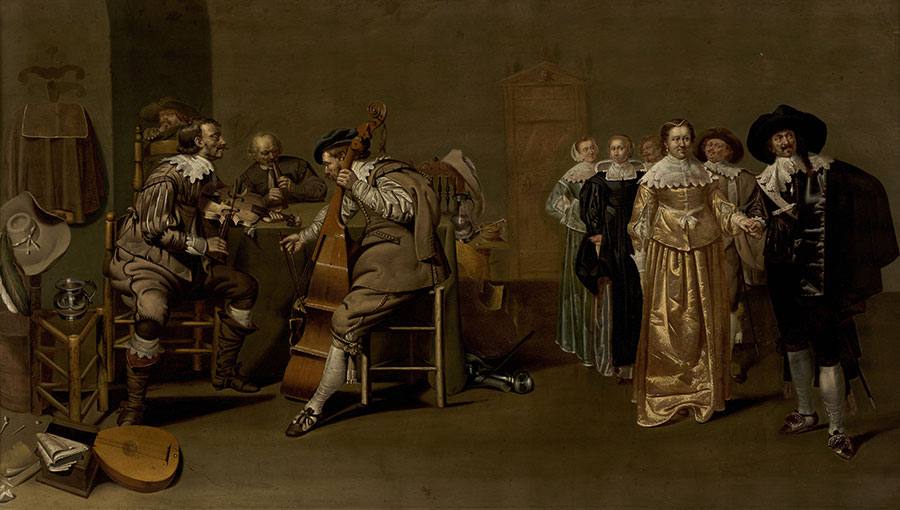
Картина Якоба Дука середини 17 століття під назвою "Котільон " є найранішою згадкою про танець з такою назвою.

Котильйон — соціальний танець, популярний у Європі та Америці у 18 столітті. Спочатку це була придворна версія англійського кантрі-денсу, попередника кадрилі, а в Сполучених Штатах — сквер-дансу.
Він вважався ідеальним фіналом балу, але на початку 19 століття був затьмарений кадриллю. Він став настільки складним, що іноді його представляли як концертний танець у виконанні навчених і відрепетованих танцюристів. Пізніший «німецький» котільйон включав більше пар.

## Історія
Назва котильйон закріпилося за різновидом контрдансу на початку XVIII століття, хоча достеменно неможливо сказати точно, що це був за танець. Перша публікація котильйона з'явилася у збірниках Рауля-Ожера Фейє «Feuillet» (1705).
Котильйон не втрачав популярності протягом усього 19 століття. Котильйон танцювався, як правило, на завершення балу. У танцювальних підручниках та іншій літературі протягом 19 століття можна знайти згадки про цей танець. Популярність котильйона призвела до розвитку окремої галузі промисловості, що займалася виробництвом котильйонних аксесуарів. В одному з каталогів було написано: «Кульмінаційний момент бального свята настає з початком котильйону, маленького свята для себе. Саме тут видається зручний випадок, порадувати себе маленьким подарунком! зали, вони піднімають танцюристів і танцюристів до свята», ця фраза дозволяє оцінити розмах індустрії..